# Calvin Greenaway
Calvin Greenaway  (* 11. Mai 1948; † 14. Januar 2016 in Pembroke Pines, Florida) war ein antiguanischer Leichtathlet und Sportfunktionär.

## Leben

### Ausbildung
Greenaway wuchs in Antigua auf und studierte an der University of East London in England. Dort trat er als Sprinter an und war Kapitän des Volleyball-Teams.

### Sport
Bei den Olympischen Sommerspielen 1976 nahm er zusammen mit den Teamkollegen Paul Richards, Elroy Turner und Everton Cornelius an der 4-mal-100-Meter-Staffel teil. Das Team belegte den siebten Platz des Vorlaufes und zog somit nicht ins Finale ein.
Greenaway ist auch antiguanischer Rekordhalter im Stabhochsprung. Seinen Rekordsprung mit 3,80 m machte er in Newham, Vereinigtes Königreich im Juni 1973. Bei den Panamerikanischen Spielen 1979 wurde er Achter im Weitsprung.
Nach seiner aktiven Karriere engagierte er sich als Sportfunktionär. Er wurde Sprint-Trainer und war im Executive Committee der Antigua & Barbuda Athletic Association und später deren Vizepräsident und Präsident sowie auch Vizepräsident der The Antigua and Barbuda Olympic Association.

### Späteres Leben
Nach seiner Sportkarriere arbeitete er als Vermessung für die Regierung von Antigua. Bis zu seiner Pensionierung 2009 war er Chief Surveyor im Lands and Survey Department for Antigua & Barbuda. Er zog im Ruhestand nach Florida, wo er am 14. Januar 2016 verstarb.

## Ehrungen
Vom Sportverband World Athletics (International Association of Athletics Federations, IAAF) wurde er für 40 Jahre Engagement geehrt. Außerdem wurde er bei den Independence 2014 National Awards Ceremony mit dem Grand Cross des Most Illustrious Order of Merit ausgezeichnet und 2015 erhielt er den Lifetime Achievement Award bei der National Athletics Awards Ceremony.